# Ruff Ryders Presents – Drag-On
Ruff Ryders Presents – Drag-On to składanka wydana w 2002 roku. Zawiera utwory, w większości niewydane, amerykańskiego rapera, Drag-Ona.
Saquan, który występuje na większości skitów, nazywa ten album "Best of Drag-On".

## Sample/Pochodzenie niektórych utworów
- Podkład z "Let Me Talk to You" pochodzi "Jurrasic Harlem" Posta Boya
- Refren z "Born in tha Ghetto" pochodzi z piosenki "Born and Raised in the Ghetto" Point Blank.
- Podkład z "24 Hours to Live Remix" pochodzi z "24 Hours to Live" Ma$e'a
- "Volume 3" to "We Don't Give a Fuck" z "Ryde or Die Vol. 3" Ruff Ryders.
- Podkład z "My Fire Is Hot" pochodzi z "Big Business" Swizz Beatza.
- "Spit These Bars" pochodzi z poprzedniej płyty Drag-Ona "Opposite of H2O".
- Podkład z 17 utworu (Freestyle) pochodzi z "Eastside Ryders" Ruff Ryders.
- Podkład z "Move Bitch Remix" pochodzi z "Move Bitch" Ludacrisa.
- "Fuck Wit Me" to "Street Team" z "Ryde or Die Vol. 3" Ruff Ryders.
- Podkład 24 utworu pochodzi ze "Scenario 2000" Eve.
- "Ruff Ryders Anthem" to wycinek z "Ruff Ryders Anthem (Remix)" DJ-a Clue.
- "Get High Remix" korzysta z sample'a z "I Get High (On Your Memory)"z Fredy Payne.
- Podkład  utworu "Jail Shit" pochodzi z "Y'all Know We in Here" Stylesa.
- "Dirty" to "Dirrty" z "Ryde or Die Vol. 3" Ruff Ryders.
- "Let's Talk About It" to "Let's Talk About" z "Ruff Ryders' First Lady" Eve.
- Podkład 31 utworu pochodzi ze "Scenario 2000" Eve.
- "My Niggas" to "Niggaz Die for Me" z "Opposite of H2O" Drag-Ona.

## Lista utworów
| #  | Tytuł                        | Producent(ci)             | Występujący | Długość |
| -- | ---------------------------- | ------------------------- | --- | ------- |
| 1  | "Intro"                      | (Nieznany)                | Saquan | 0:15    |
| 2  | "Let Me Talk to You"         | Swizz Beatz               | Drag-On | 2:53    |
| 3  | "Skit"                       | (Nieznany)                | Drag-On | 0:43    |
| 4  | "Born in tha Ghetto"         | (Nieznany)                | Drag-On | 3:36    |
| 5  | "You Gone Get It"            | (Nieznany)                | Drag-On | 4:50    |
| 6  | "24 Hours to Live Remix"     | Deric "D-Dot" Angelettie  | - Zwrotka: Drag-On - Outro: Saquan | 4:03    |
| 7  | "The Biggie Remix"           | (Nieznany)                | Drag-On | 2:40    |
| 8  | "Volume 3"                   | Needlez                   | - Intro: Drag-On - Refren: Fiend - Wszystkie zwrotki: Drag-On | 4:00    |
| 9  | "Skit"                       | (Nieznany)                | Saquan | 0:10    |
| 10 | "Stick 'em Up"               | (Nieznany)                | - Intro: Drag-On - Refren: Saquan - Zwrotka: Drag-On - Outro: Saquan | 2:46    |
| 11 | "Joe Buddens Beat Freestyle" | (Nieznany)                | Drag-On | 1:39    |
| 12 | "Gangsters"                  | (Nieznany)                | Drag-On | 4:35    |
| 13 | "Bronx Nigga Freestyle"      | (Nieznany)                | Drag-On | 1:12    |
| 14 | "Skit"                       | (Nieznany)                | Drag-On | 0:05    |
| 15 | "My Fire Is Hot"             | Swizz Beatz               | - Intro: Drag-On - Zwrotka: Drag-On - Outro: Saquan | 1:51    |
| 16 | "Spit These Bars"            | DJ Shok                   | - Intro: Swizz Beatz - Refren: Swizz Beatz - Wszystkie zwrotki: Drag-On - Swizz Beatza można również usłyszeć w tle                                                                           | 3:42    |
| 17 | "Freestyle"                  | A Kid Called Roots        | Drag-On | 1:56    |
| 18 | "Skit"                       | (Nieznany)                | Drag-On, Saquan | 3:33    |
| 19 | "Love for Drag"              | Swizz Beatz               | Drag-On | 2:24    |
| 20 | "Left for Dead"              | (Nieznany)                | Drag-On | 2:56    |
| 21 | "Down Bottom"                | Swizz Beatz               | - Intro: Swizz Beatz, Drag-On - Refren: Swizz Beatz - Pierwsza zwrotka: Drag-On - Druga zwrotka: Yung Wun - Trzecia zwrotka: Drag-On - Miejscami w piosence można usłyszeć również Juvenile'a | 4:54    |
| 22 | "Move Bitch Remix"           | KLC                       | Drag-On | 1:37    |
| 23 | "Fuck Wit Me"                | PK                        | - Intro: Cross - Refren: Cross - Pierwsza zwrotka: Cross - Druga zwrotka: Infa.Red - Trzecia zwrotka: Drag-On                                                                                 | 4:09    |
| 24 | "Hot 97 Freestyle"           | Swizz Beatz               | Drag-On | 0:44    |
| 25 | "Ruff Ryders Anthem"         | Swizz Beatz               | - Intro: Swizz Beatz - Zwrotka: Drag-On - Miejscami można też usłyszeć DJ-a Clue | 0:52    |
| 26 | "Get High Remix"             | Saint Denson, Swizz Beatz | Drag-On | 0:55    |
| 27 | "Freestyle"                  | (Nieznany)                | - Zwrotka: Drag-On - Outro: Saquan | 1:36    |
| 28 | "Jail Shit"                  | PK                        | Drag-On | 1:32    |
| 29 | "Dirty"                      | Brian Kidd                | - Intro: Petey Pablo - Refren: Petey Pablo - Pierwsza zwrotka: Drag-On - Druga zwrotka: Petey Pablo                                                                                           | 2:44    |
| 30 | "Let's Talk About It"        | Swizz Beatz               | Drag-On, Eve | 3:32    |
| 31 | "Hot 97 Freestyle"           | Swizz Beatz               | Drag-On | 1:31    |
| 32 | "My Niggas"                  | Swizz Beatz               | - Intro: Drag-On, Swizz Beatz - Refren: DMX - Zwrotka: Drag-On | 1:43    |
| 33 | "Out-Tro"                    | (Nieznany)                | Kah | 0:05    |